# Långtjärnen (Hede socken, Härjedalen, 690307-136292)
Långtjärnen är en sjö i Härjedalens kommun i Härjedalen och ingår i Ljusnans huvudavrinningsområde.